# Dietrich von Müller
Dietrich von Müller (* 16. September 1891 in Malchow; † 3. Januar 1961 in Hamburg) war ein deutscher Offizier, zuletzt Generalleutnant der Wehrmacht im Zweiten Weltkrieg.

## Leben
Als Einjährig-Freiwilliger trat Müller 1910 in das Brandenburgische Jäger-Bataillon Nr. 3 in Lübben ein. Bei Ausbruch des Ersten Weltkriegs wurde er als Fähnrich der Reserve erneut zu seinem Bataillon eingezogen. Gegen Ende des Krieges war er als Leutnant beim Stab des Landwehr-Inspizienten Berlin eingesetzt. Müller hatte beiden Klassen des Eisernen Kreuzes erhalten. Nach dem Kriegsende wurde er Anfang 1920 aus der Armee entlassen und nahm anschließend ein Studium der Agrarwissenschaften auf.
1934 kehrte Müller zum Militär zurück, als er als Hauptmann in das Infanterie-Regiment 5 (Stettin) eintrat. Bei Ausbruch des Zweiten Weltkrieges war er Major und Kommandeur des II. Bataillons des Regiments, das zur 2. Infanterie-Division (mot.) gehörte. Er nahm am Polen- und Westfeldzug teil. Im August 1940 übernahm er als Kommandeur das Infanterie-Ersatz-Bataillon 5. In dieser Phase wurde das Infanterie-Regiment 5 in das Schützen-Regiment 5 umbenannt, nachdem die Umwandlung der 2. Infanterie-Division (mot.) in die 12. Panzer-Division befohlen worden war. Zum Oberstleutnant wurde Müller am 1. April 1941 befördert. Am 5. September wurde er als Nachfolger von Helmuth Schlömer Kommandeur des Schützen-Regiments 5, das zu diesem Zeitpunkt im Bereich der Heeresgruppe Nord eingesetzt war. Für Tapferkeit im Gefecht wurde Müller am 3. Mai 1942 mit dem Ritterkreuz des Eisernen Kreuzes ausgezeichnet, nachdem er vorher am 21. Februar 1942 das Deutsche Kreuz in Gold erhalten hatte. Kurze Zeit später folgte die Beförderung zum Oberst. Am 10. Juli 1942 wurde das Schützen-Regiment 5 in das Panzer-Grenadier-Regiment 5 umbenannt, Müller blieb weiterhin Kommandeur.
Am Unternehmen Zitadelle im Juli 1943 nahm Müllers Regiment, das seit Herbst 1942 bei der Heeresgruppe Mitte eingesetzt war, nicht teil, sondern war Teil der Reserve der 9. Armee (Gruppe „von Esebeck“). In der Schlacht von Bolchow während der anschließenden Orjoler Operation zeichnete sich Müller erneut aus und erhielt dafür am 16. August 1943 das Eichenlaub zum Ritterkreuz (272. Verleihung). Das Kommando über das Panzer-Grenadier-Regiment 5 gab er gleichzeitig ab. Er wurde mit der Leitung der taktischen Lehrgänge an der Panzertruppenschule II in Krampnitz betraut. Zusätzlich führte er entsprechende Lehrgänge an der Abteilungsführerschule in Paris und im Stab des Inspekteurs der Panzertruppen Heinz Guderian durch.
Im August 1944 übernahm Müller die Führung der 16. Panzer-Division, mit der er im Bereich der Heeresgruppe Nordukraine (später A und Mitte) eingesetzt war, und wurde am 9. November 1944 zum Generalmajor befördert. Er nahm im Januar 1945 an einem Versuch teil, den Ausbruch der 1. Ukrainischen Front aus dem Baranow-Brückenkopf zu verhindern, musste seine Division allerdings unter hohen Verlusten zurückziehen. Viele Panzer und sonstige Fahrzeuge hatte er wegen Treibstoffmangels sprengen lassen müssen. Für seinen Einsatz bei den Kämpfen erhielt er am 20. Februar 1945 die Schwerter zum Ritterkreuz (134. Verleihung).
Müller konnte am 19. April 1945 durch tschechische Partisanen gefangen genommen werden, die ihn an die Rote Armee übergaben. Einen Tag nach seiner Gefangennahme wurde Müller zum Generalleutnant befördert.
Er kehrte im Winter 1955 aus der Kriegsgefangenschaft zurück und verstarb 1961 in Hamburg.